# Virtusvecomp Verona 2020-2021
Questa voce raccoglie le informazioni riguardanti la Virtusvecomp Verona nelle competizioni ufficiali della stagione 2020-2021.

## Divise e sponsor
Il fornitore di materiale è Erreà, gli sponsor commerciali sono Isokinetic, Phyto Garda e Store Isoverona.
| Casa | Trasferta | Terza divisa |

## Rosa
| N. |                      | Ruolo | Calciatore          |
| -- | -------------------- | ----- | ------------------- |
| 1  | Italia (bandiera)    | P     | Alessandro Giacomel |
| 2  | Italia (bandiera)    | D     | Antonio Pinto       |
| 3  | Italia (bandiera)    | D     | Francesco Mazzolo   |
| 4  | Italia (bandiera)    | D     | Mattia Pessot       |
| 5  | Argentina (bandiera) | D     | Santiago Visentin   |
| 6  | Italia (bandiera)    | D     | Manuel Daffara      |
| 7  | Italia (bandiera)    | C     | Simone Bentivoglio  |
| 8  | Italia (bandiera)    | C     | Andrea Delcarro     |
| 9  | Marocco (bandiera)   | A     | Rachid Arma         |
| 10 | Italia (bandiera)    | A     | Domenico Danti      |
| 11 | Italia (bandiera)    | A     | Filippo Pittarello  |
| 12 | Italia (bandiera)    | P     | Mattia Chiesa       |
| 13 | Italia (bandiera)    | C     | Mattia De Rigo      |
| 14 | Italia (bandiera)    | C     | Nicola Danieli      |
| 15 | Italia (bandiera)    | C     | Marco Amadio        |

| N. |                   | Ruolo | Calciatore         |
| -- | ----------------- | ----- | ------------------ |
| 16 | Italia (bandiera) | C     | Riccardo Cazzola   |
| 17 | Italia (bandiera) | C     | Lorenzo Lonardi    |
| 18 | Italia (bandiera) | C     | Enrico Manconi     |
| 19 | Italia (bandiera) | C     | Manuel Di Paola    |
| 20 | Italia (bandiera) | A     | Andrea Carlevaris  |
| 21 | Italia (bandiera) | C     | Davide Marcandella |
| 22 | Gambia (bandiera) | P     | Sheikh Sibi        |
| 23 | Italia (bandiera) | D     | Filippo Pellacani  |
| 25 | Italia (bandiera) | A     | Michael De Marchi  |
| 26 | Italia (bandiera) | P     | Simone Baravelli   |
| 27 | Italia (bandiera) | D     | Gianni Manfrin     |
| 28 | Italia (bandiera) | A     | Jacopo Bridi       |
| 30 | Italia (bandiera) | C     | Leonardo Zarpellon |
| 32 | Italia (bandiera) | A     | Alessio Zecchinato |

## Risultati

### Girone di andata
| Arbitro: | Milone (Taurianova) |

|                 |           |               |
| Marcandella 33’ | Marcatori | 9’ Bortolussi |

| Arbitro: | Baratta (Corigliano-Rossano) |

|            |           |                |
| Masala 88’ | Marcatori | 83’ Pittarello |

| Verona 7 ottobre 2020, ore 20.45 CEST 3ª giornata | Virtus Verona     | 0 – 0 referto | Legnago | Centro sportivo Mario Gavagnin-Sinibaldo Nocini\| Arbitro: \| Scarpa (Collegno) \| |
| Arbitro:                                          | Scarpa (Collegno) |               |         |                                                                                    |

| Arbitro: | Luciani (Roma) |

|  |           |                                       |
|  | Marcatori | 33’, 59’ (rig.) Arma 90+3’ Carlevaris |

| Verona 17 ottobre 2020, ore 15.00 CEST 5ª giornata | Virtus Verona | 0 – 0 referto | Vis Pesaro | Centro sportivo Mario Gavagnin-Sinibaldo Nocini (153 spett.)\| Arbitro: \| Ubaldi (Roma) \| |
| Arbitro:                                           | Ubaldi (Roma) |               |            |                                                                                             |

| Arbitro: | Grasso (Ariano Irpino) |

|                      |           |  |
| Caidi 28’ Mokulu 33’ | Marcatori |  |

| Arbitro: | Tremolada (Monza) |

|             |           |                |
| Litteri 17’ | Marcatori | 81’ Zecchinato |

| Arbitro: | Cavaliere (Paola) |

|           |           |  |
| Danti 31’ | Marcatori |  |

| Arbitro: | Nicolini (Brescia) |

|                              |           |  |
| Halfredsson 61’ Nicastro 87’ | Marcatori |  |

| Arbitro: | E. Longo (Cuneo) |

|                                                   |           |  |
| Pittarello 2’ Liverani 15’ (aut.) Mercandella 89’ | Marcatori |  |

| Arbitro: | Andreano (Prato) |

|             |           |           |
| Gerardi 44’ | Marcatori | 15’ Danti |

| Arbitro: | Scatena (Avezzano) |

|                |           |          |
| Pittarello 29’ | Marcatori | 79’ Ganz |

| Arbitro: | Madonia (Palermo) |

|            |           |                                |
| Baldini 9’ | Marcatori | 67’ Mercandella 74’ Carlevaris |

| Verona 6 dicembre 2020, ore CEST 14ª giornata | Virtus Verona  | 0 – 0 referto | Carpi | Centro sportivo Mario Gavagnin-Sinibaldo Nocini\| Arbitro: \| Caldera (Como) \| |
| Arbitro:                                      | Caldera (Como) |               |       |                                                                                 |

| Arbitro: | Zamagni (Cesena) |

|                           |           |                              |
| Murano 84’ Melchiorri 86’ | Marcatori | 40’ Mercandella 76’ Delcarro |

| Arbitro: | Angelucci (Foligno) |

|                          |           |                         |
| Pittarello 19’ Danti 61’ | Marcatori | 5’ Beccaro 79’ Magnaghi |

| Arbitro: | Marotta (Sapri) |

|                |           |  |
| Angiulli 90+1’ | Marcatori |  |

| Arbitro: | Zucchetti (Foligno) |

|           |           |               |
| Danti 32’ | Marcatori | 83’ Demirovic |

| Arbitro: | Garofalo (Torre del Greco) |

|  |           |               |
|  | Marcatori | 56’ Pellacani |

### Girone di ritorno
| Arbitro: | Crezzini (Siena) |

|                |           |                                        |
| Bortolussi 20’ | Marcatori | 39’ Pittarello 41’ Arma 90+1’ Delcarro |

| Arbitro: | Taricone (Perugia) |

|                                   |           |                     |
| Pittarello 23’ Danti 36’ Arma 89’ | Marcatori | 34’ (rig.) Polidori |

| Arbitro: | Centi (Viterbo) |

|  |           |               |
|  | Marcatori | 90+1’ Lonardi |

| Arbitro: | Pirrotta (Barcellona Pozzo di Gotto) |

|          |           |            |
| Arma 66’ | Marcatori | 21’ Sbraga |

| Arbitro: | Milone (Taurianova) |

|  |           |          |
|  | Marcatori | 36’ Arma |

| Arbitro: | Scarpa (Collegno) |

|                |           |            |
| Pittarello 62’ | Marcatori | 54’ Sereni |

| Arbitro: | Maranesi (Ciampino) |

|               |           |                                  |
| Arma 19’, 69’ | Marcatori | 49’ (rig.) G. Gomez 90+1’ Lepore |

| Arbitro: | Madonia (Palermo) |

|              |           |  |
| Leonetti 26’ | Marcatori |  |

| Arbitro: | Gualtieri (Asti) |

|  |           |                      |
|  | Marcatori | 90+6’ (rig.) Ronaldo |

| Arbitro: | Andreano (Prato) |

|                                                |           |  |
| Scarsella 6’, 34’ T. Morosini 30’ Guerra 90+3’ | Marcatori |  |

| Arbitro: | Zamagni (Cesena) |

|  |           |                     |
|  | Marcatori | 45+1’ J. Pellegrini |

| Arbitro: | Zucchetti (Siena) |

|                                     |           |                          |
| Žibert 25’, 65’ Guccione 45’ (rig.) | Marcatori | 39’ Daffara 44’ Dalcarro |

| Arbitro: | Di Cairano (Ariano Irpino) |

|                                    |           |          |
| Danti 52’ (rig.), 63’ Visentin 71’ | Marcatori | 21’ Nepi |

| Arbitro: | Ferrieri Caputi (Livorno) |

|                  |           |                            |
| De Cenco 4’, 66’ | Marcatori | 29’ Pittarello 90+5’ Danti |

| Arbitro: | Cosso (Reggio Calabria) |

|  |           |                                   |
|  | Marcatori | 7’ Rosi 32’ Melchiorri 83’ Murano |

| Arbitro: | Cudini (Fermo) |

|                           |           |  |
| Rover 25’ Fischnaller 78’ | Marcatori |  |

| Arbitro: | Milone (Taurianova) |

|  |           |             |
|  | Marcatori | 52’ Lescano |

| Arbitro: | Baratta (Rossano) |

|  |           |                 |
|  | Marcatori | 90+4’ De Marchi |

| Arbitro: | Di Marco (Ciampino) |

|                                  |           |                                                |
| Arma 38’ (rig.), 58’ Danti 90+4’ | Marcatori | 11’ Scappini 24’ (rig.) Pierini 63’ Monachello |

### Play-off
| Arbitro: | Perenzoni (Rovereto) |

|  |           |             |
|  | Marcatori | 17’ Lonardi |

| Arbitro: | Fiero (Pistoia) |

|            |           |                |
| Guerra 19’ | Marcatori | 56’ Pittarello |